# Staročeskeïta
La staročeskeïta és un mineral de la classe dels sulfurs, que pertany al grup de la lil·lianita. Rep el nom de Staročeské Lode, a la República Txeca, la seva localitat tipus.

## Característiques
La staročeskeïta és una sulfosal de fórmula química Ag0.70Pb1.60(Bi1.35Sb1.35)Σ2.70S₆. Va ser aprovada com a espècie vàlida per l'Associació Mineralògica Internacional l'any 2016, sent publicada per primera vegada el 2018. Cristal·litza en el sistema ortoròmbic.
L'exemplar que va servir per a determinar l'espècie, el que es coneix com a material tipus, es troba conservat a les col·leccions del departament de mineralogia i petrologia del Museu Nacional, a Praga (República Txeca), amb el número de catàleg: p1p 30/2016.

## Formació i jaciments
Va ser descoberta a Staročeské Lode, al districte de Kutná Hora (Bohèmia Central, República Txeca). També ha estat descrita a la mina Ánimas, a la província de Sud Chichas (Bolívia), i a la mina Anton Bravo, a la província de Cornelio Saavedra, també a Bolívia. Aquests tres indrets són els únics de tot el planeta on ha estat descrita aquesta espècie mineral.